# Тодаро, Агостино
Агостино Тодаро (итал. Agostino Todaro, 14 января 1818 — 18 апреля 1892) — итальянский ботаник, профессор ботаники, директор Ботанического сада Университета Палермо, основатель Общества акклиматизации Палермо, член Академии естественных и экономических наук Палермо, адвокат и сенатор.

## Биография
Агостино Тодаро родился в Палермо 14 января 1818 года.
Тодаро изучал право в Университете Палермо и одновременно с этим изучал ботанику вместе с Филиппо Парлаторе.
Он окончил юридический факультет в Университете Палермо и был адвокатом.
Тодаро был профессором ботаники в Университете Палермо с 2 ноября 1860 года по 1892 год.
С 1856 по 1892 год он был директором Ботанического сада Университета Палермо.
Он работал эффективно и способствовал росту Ботанического сада Университета Палермо, внёс в него большое количество экзотических растений и за короткое время сделал его одним из крупнейших в Европе.
В 1861 году Тодаро стал основателем Общества акклиматизации Палермо.
Он был членом Академии естественных и экономических наук Палермо.
В 1879 году Тодаро был назначен сенатором Королевства Италия.
Агостино Тодаро умер в Палермо 18 апреля 1892 года.

## Награды
- Командор ордена Святых Маврикия и Лазаря (31 мая 1890 года)
- Командор ордена Короны Италии

## Научная деятельность
Агостино Тодаро специализировался на папоротниковидных и на семенных растениях.

## Основные научные работы
- Orchideae siculae sive enumeratio orchidearum in Sicilia hucusque detectarum, Ex Empedoclea Officina, Panormi 1842[5].
- Rapporto della Commissione per l’imboschimento e censuazione di Monte Pellegrino, con G. Schiro, Lima, Palermo 1851.
- Nuovi generi e nuove specie di piante coltivate nel Real Orto Botanico di Palermo[4][6], Pagando e Piola, Palermo 1858[6].
- Relazione sui cotoni coltivati al r. Orto botanico nell’anno 1864, Lorsnaider, Palermo 1864.
- Synopsis plantarum acotyledonearum vascularium sponte provenientium in Sicilia insulisque adjacentibus, Lao, Palermo 1866.
- Relazione sui cotoni coltivati nel r. Orto botanico di Palermo nell’anno 1876, Lao, Palermo 1877.
- Relazione sulla cultura dei cotoni in Italia, seguita da una monografia del genere Gossypium, Stamp. Reale, Palermo 1878.
- Sopra una nuova specie di Fourcroya, Lao, Palermo 1879.